# Julie Halard-Decugis
Julie Halard-Decugis (Versailles, 10 settembre 1970) è un'ex tennista francese.

## Carriera sportiva
Nata Julie Halard, visse a La Baule-Escoublac, Francia e poi si trasferì a Pully in Svizzera, diventando tennista professionista nel giugno del 1987. 
Nel 1996 vinse il Tasmanian International di Hobart, sconfiggendo in finale Mana Endō con 6–1, 6–2, e l'Open Gaz de France  di Parigi, battendo Iva Majoli.
Nel 1998 si aggiudicò sia il torneo di singolare che di doppio, insieme a Els Callens, a Pattaya, avendo la meglio rispettivamente di Fang Li e della coppia formata da Rika Hiraki e Aleksandra Olsza
Nel 2000 raggiunse i quarti di finale agli Australian Open, risultato che le fece raggiungere il suo miglior piazzamento in singolare con la settiman posizione, successivamente si spinse fino alla finale di doppio a Wimbledon dove, con Ai Sugiyama, venne sconfitta da Serena Williams e Venus Williams 3-6 2-6 e, sempre con Sugiyama, vinse gli US Open sconfiggendo in finale Cara Black ed Elena Lichovceva con il punteggio di 6–0, 1–6, 6–1. Grazie a questi risultati raggiunge la prima posizione del ranking di doppio.
A fine anno si ritirò dall'attività agonistica dopo essersi aggiudicata in carriera dodici tornei in singolare e quindici in doppio del WTA Tour, oltre rispettivamente a nove e dodici finali sconfitte in finale. 

## Vita privata
Il 22 settembre 1995 ha sposato il suo allenatore Arnaud Decugis, da cui ha avuto due figli, Camille, nata il 10 febbraio 2002, e un maschio nel luglio del 2003. Arnaud è pronipote di Max Décugis, campione di tennis francese di inizio Novecento.

## Statistiche

### Singolare

#### Vittorie (12)
| Legenda: Prima del 2009 |
| ----------------------- |
| Grande Slam (0)         |
| Ori Olimpici (0)        |
| WTA Championships (0)   |
| Tier I (0)              |
| Tier II (2)             |
| Tier III (3)            |
| Tier IV (7)             |
| Tier V (0)              |

| N.  | Data          | Torneo                                 | Superficie    | Avversaria in finale | Punteggio     |
| 1.  | ottobre 1991  | Puerto Rico Open, San Juan             | Cemento       | Amanda Coetzer       | 7–5, 7–5      |
| 2.  | aprile 1992   | Taranto Open, Taranto                  | Terra rossa   | Emanuela Zardo       | 6–0, 7–5      |
| 3.  | aprile 1994   | Taranto Open, Taranto (2)              | Terra rossa   | Irina Spîrlea        | 6–2, 6–3      |
| 4.  | maggio 1995   | I. ČLTK Prague Open, Praga             | Terra rossa   | Ludmila Richterová   | 6–4, 6–4      |
| 5.  | gennaio 1996  | Hobart International, Hobart           | Cemento       | Mana Endo            | 6–1, 6–2      |
| 6.  | febbraio 1996 | Paris Indoors, Parigi                  | Sintetico (i) | Iva Majoli           | 7–5, 7–6(4)   |
| 7.  | giugno 1998   | Rosmalen Open, Rosmalen                | Erba          | Miriam Oremans       | 6–3, 6–4      |
| 8.  | novembre 1998 | Thailand Open, Pattaya                 | Cemento       | Fang Li              | 6–1, 6–2      |
| 9.  | gennaio 1999  | Auckland Open, Auckland                | Cemento       | Dominique Monami     | 6–4, 6–1      |
| 10. | giugno 1999   | Birmingham Classic, Birmingham         | Erba          | Nathalie Tauziat     | 6–2, 3–6, 6–4 |
| 11. | giugno 2000   | Eastbourne International, Eastbourne   | Erba          | Dominique Monami     | 7–6(4), 6–4   |
| 12. | ottobre 2000  | Japan Open Tennis Championships, Tokyo | Cemento       | Amy Frazier          | 5–7, 7–5, 6–4 |

#### Sconfitte in finale (9)
| N. | Data          | Torneo                                       | Superficie    | Avversaria in finale | Punteggio   |
| 1. | ottobre 1987  | Athens Trophy, Atene                         | Terra rossa   | Katerina Maleeva     | 0–6, 1–6    |
| 2. | agosto 1991   | Virginia Slims of Albuquerque, Albuquerque   | Cemento       | Gigi Fernández       | 0–6, 2–6    |
| 3. | febbraio 1994 | Open GDF Suez, Parigi                        | Sintetico (i) | Martina Navratilova  | 5–7, 3–6    |
| 4. | febbraio 1996 | Linz Open, Linz                              | Sintetico (i) | Sabine Appelmans     | 2–6, 4–6    |
| 5. | maggio 1998   | Internationaux de Strasbourg, Strasburgo     | Terra rossa   | Irina Spîrlea        | 6(5)–7, 3–6 |
| 6. | aprile 1999   | Croatian Bol Ladies Open, Bol                | Terra rossa   | Corina Morariu       | 2–6, 0–6    |
| 7. | maggio 1999   | German Open, Berlino                         | Terra rossa   | Martina Hingis       | 0–6, 1–6    |
| 8. | agosto 1999   | LA Women's Tennis Championships, Los Angeles | Cemento       | Serena Williams      | 1–6, 4–6    |
| 9. | ottobre 2000  | Toyota Princess Cup, Tokyo                   | Cemento       | Serena Williams      | 5–7, 1–6    |

### Doppio

#### Vittorie (15)
| Legenda: Prima del 2009 |
| ----------------------- |
| Grande Slam (1)         |
| Ori Olimpici (0)        |
| WTA Championships (0)   |
| Tier I (2)              |
| Tier II (6)             |
| Tier III (4)            |
| Tier IV (2)             |
| Tier V (0)              |

| N.  | Data           | Torneo                                       | Superficie    | Compagna                | Avversarie in finale                | Punteggio      |
| 1.  | agosto 1994    | LA Women's Tennis Championships, Los Angeles | Cemento       | Nathalie Tauziat        | Jana Novotná Lisa Raymond           | 6–1, 0–6, 6–1  |
| 2.  | settembre 1994 | Nichirei International Championships, Tokyo  | Cemento       | Arantxa Sánchez Vicario | Amy Frazier Rika Hiraki             | 6–1, 0–6, 6–1  |
| 3.  | gennaio 1996   | WTA Auckland Open, Auckland                  | Cemento       | Els Callens             | Jill Hetherington Kristine Kunce    | 6–0, 6–1       |
| 4.  | giugno 1998    | Birmingham Classic, Birmingham               | Erba          | Els Callens             | Lisa Raymond Rennae Stubbs          | 2–6, 6–4, 6–4  |
| 5.  | novembre 1998  | Thailand Open, Pattaya                       | Cemento       | Els Callens             | Rika Hiraki Aleksandra Olsza        | 3–6, 6–2, 6–2  |
| 6.  | gennaio 2000   | Australian Women's Hardcourt, Gold Coast     | Cemento       | Anna Kournikova         | Sabine Appelmans Rita Grande        | 6–3, 6–0       |
| 7.  | gennaio 2000   | Sydney International, Sydney                 | Cemento       | Ai Sugiyama             | Martina Hingis Mary Pierce          | 6–0, 6–3       |
| 8.  | febbraio 2000  | Open GDF Suez, Parigi                        | Sintetico (i) | Sandrine Testud         | Émilie Loit Åsa Carlsson            | 3–6, 6–3, 6–4  |
| 9.  | marzo 2000     | Miami Open, Miami                            | Cemento       | Ai Sugiyama             | Nicole Arendt Manon Bollegraf       | 4–6, 7–5, 6–4  |
| 10. | maggio 2000    | Croatian Bol Ladies Open, Bol                | Terra rossa   | Corina Morariu          | Tina Križan Katarina Srebotnik      | 6–2, 6–2       |
| 11. | agosto 2000    | Connecticut Open, New Haven                  | Cemento       | Ai Sugiyama             | Virginia Ruano Pascual Paola Suárez | 6–4, 5–7, 6–2  |
| 12. | agosto 2000    | US Open, New York                            | Cemento       | Ai Sugiyama             | Cara Black Elena Likhovtseva        | 6–0, 1–6, 6–1  |
| 13. | ottobre 2000   | Toyota Princess Cup, Tokyo                   | Cemento       | Ai Sugiyama             | Nana Miyagi Paola Suárez            | 6–0, 6–2       |
| 14. | ottobre 2000   | Japan Open Tennis Championships, Tokyo       | Cemento       | Corina Morariu          | Tina Križan Katarina Srebotnik      | 6–1, 6–2       |
| 15. | ottobre 2000   | Kremlin Cup, Mosca                           | Sintetico (i) | Ai Sugiyama             | Martina Hingis Anna Kournikova      | 4–6, 6–4, 7–65 |

#### Sconfitte in finale (10)
| N.  | Data           | Torneo                             | Superficie    | Compagna         | Avversarie in finale                   | Punteggio     |
| 1.  | settembre 1991 | Clarins Open, Parigi               | Terra rossa   | Alexia Dechaume  | Petra Langrová Radka Zrubáková         | 4–6, 4–6      |
| 2.  | aprile 1994    | Barcelona Ladies Open, Barcellona  | Terra rossa   | Nathalie Tauziat | Larisa Neiland Arantxa Sánchez Vicario | 2–6, 4–6      |
| 3.  | febbraio 1996  | Open GDF Suez, Parigi              | Sintetico (i) | Nathalie Tauziat | Kristie Boogert Jana Novotná           | 4–6, 3–6      |
| 4.  | marzo 1996     | Indian Wells Masters, Indian Wells | Cemento       | Nathalie Tauziat | Chanda Rubin Brenda Schultz            | 1–6, 4–6      |
| 5.  | settembre 1997 | Toyota Princess Cup, Tokyo         | Cemento       | Chanda Rubin     | Monica Seles Ai Sugiyama               | 1–6, 0–6      |
| 6.  | gennaio 1998   | Auckland Open, Auckland            | Cemento       | Janette Husárová | Nana Miyagi Tamarine Tanasugarn        | 6–71, 4–6     |
| 7.  | gennaio 1998   | Hobart International, Hobart       | Cemento       | Janette Husárová | Virginia Ruano Pascual Paola Suárez    | 6–76, 3–6     |
| 8.  | ottobre 1999   | Kremlin Cup, Mosca                 | Sintetico (i) | Anke Huber       | Lisa Raymond Rennae Stubbs             | 0–6, 1–6      |
| 9.  | giugno 2000    | Torneo di Wimbledon, Londra        | Erba          | Ai Sugiyama      | Serena Williams Venus Williams         | 3–6, 2–6      |
| 10. | agosto 2000    | Rogers Cup, Montreal               | Cemento       | Ai Sugiyama      | Martina Hingis Nathalie Tauziat        | 3–6, 6–3, 4–6 |

## Risultati in progressione
| Sigla | Risultato               |
| ----- | ----------------------- |
| V     | Vincitore               |
| F     | Finalista               |
| SF    | Semifinalista           |
| O     | Oro olimpico            |
| A     | Argento olimpico        |
| SF    | Bronzo olimpico         |
| QF    | Quarti di Finale        |
| 4T    | Quarto turno            |
| 3T    | Terzo turno             |
| 2T    | Secondo turno           |
| 1T    | Primo turno             |
| RR    | Round Robin             |
| LQ    | Turno di qualificazione |
| A     | Assente                 |
| ND    | Non disputato           |

| Legenda superfici    |
| -------------------- |
| Cemento              |
| Terra battuta        |
| Erba                 |
| Superficie variabile |

### Singolare nei tornei del Grande Slam
| Torneo          | 1987 | 1988 | 1989 | 1990 | 1991 | 1992 | 1993 | 1994 | 1995 | 1996 | 1997 | 1998 | 1999 | 2000 |
| --------------- | ---- | ---- | ---- | ---- | ---- | ---- | ---- | ---- | ---- | ---- | ---- | ---- | ---- | ---- |
| Australian Open | A    | 2T   | 1T   | 3T   | 2T   | 1T   | QF   | 2T   | 1T   | 3T   | A    | A    | 2T   | QF   |
| Open di Francia | 2T   | 2T   | 1T   | 3T   | 2T   | 3T   | 3T   | QF   | 3T   | 2T   | A    | 2T   | 4T   | 1T   |
| Wimbledon       | A    | 1T   | 2T   | 2T   | 2T   | 4T   | 1T   | 1T   | 1T   | A    | A    | 3T   | 3T   | 1T   |
| US Open         | 3T   | 1T   | 2T   | 2T   | 2T   | 2T   | 2T   | 2T   | 2T   | A    | A    | 1T   | 4T   | 1T   |

### Doppio nei tornei del Grande Slam
| Torneo          | 1987 | 1988 | 1989 | 1990 | 1991 | 1992 | 1993 | 1994 | 1995 | 1996 | 1997 | 1998 | 1999 | 2000 |
| --------------- | ---- | ---- | ---- | ---- | ---- | ---- | ---- | ---- | ---- | ---- | ---- | ---- | ---- | ---- |
| Australian Open | A    | 1T   | 2T   | 2T   | A    | 1T   | 1T   | 1T   | 2T   | 3T   | A    | A    | 3T   | QF   |
| Open di Francia | A    | 1T   | 2T   | 1T   | 3T   | 2T   | 1T   | SF   | QF   | 3T   | A    | 2T   | 1T   | SF   |
| Wimbledon       | A    | A    | A    | A    | 1T   | 1T   | 2T   | 3T   | 3T   | A    | A    | QF   | 2T   | F    |
| US Open         | A    | A    | A    | A    | 1T   | 1T   | 1T   | 1T   | QF   | A    | A    | 3T   | 3T   | V    |

### Doppio misto nei tornei del Grande Slam
| Torneo          | 1987 | 1988 | 1989 | 1990 | 1991 | 1992 | 1993 | 1994 | 1995 | 1996 | 1997 | 1998 | 1999 | 2000 |
| --------------- | ---- | ---- | ---- | ---- | ---- | ---- | ---- | ---- | ---- | ---- | ---- | ---- | ---- | ---- |
| Australian Open | A    | A    | A    | A    | A    | A    | A    | A    | A    | QF   | A    | A    | A    | A    |
| Open di Francia | A    | 1T   | 1T   | A    | A    | A    | A    | A    | 3T   | A    | A    | A    | A    | 1T   |
| Wimbledon       | A    | A    | A    | A    | A    | A    | A    | A    | 1T   | A    | A    | A    | A    | 3T   |
| US Open         | A    | A    | A    | A    | A    | A    | A    | A    | A    | A    | A    | 1T   | A    | 1T   |